# Teixidor capnegre
El teixidor capnegre (Remiz macronyx) és un ocell de la família dels remízids (Remizidae).

## Hàbitat i distribució
Habita canyars i aiguamolls del sud d'Àsia, cap al nord fins al mar Caspi, mar d'Aral i llac Balkhash, nord i sud-est de l'Iran i sud-oest d'Afganistan.